# Los Charcos, Jalisco
Los Charcos är en ort i Mexiko.   Den ligger i kommunen San Juan de los Lagos och delstaten Jalisco, i den centrala delen av landet, 400 km nordväst om huvudstaden Mexico City. Los Charcos ligger 1 847 meter över havet och antalet invånare är 153.
Terrängen runt Los Charcos är huvudsakligen platt, men norrut är den kuperad. Los Charcos ligger uppe på en höjd. Runt Los Charcos är det ganska tätbefolkat, med 65 invånare per kvadratkilometer. Närmaste större samhälle är San Juan de los Lagos, 5,4 km nordost om Los Charcos. I omgivningarna runt Los Charcos växer huvudsakligen savannskog.